# 片開き

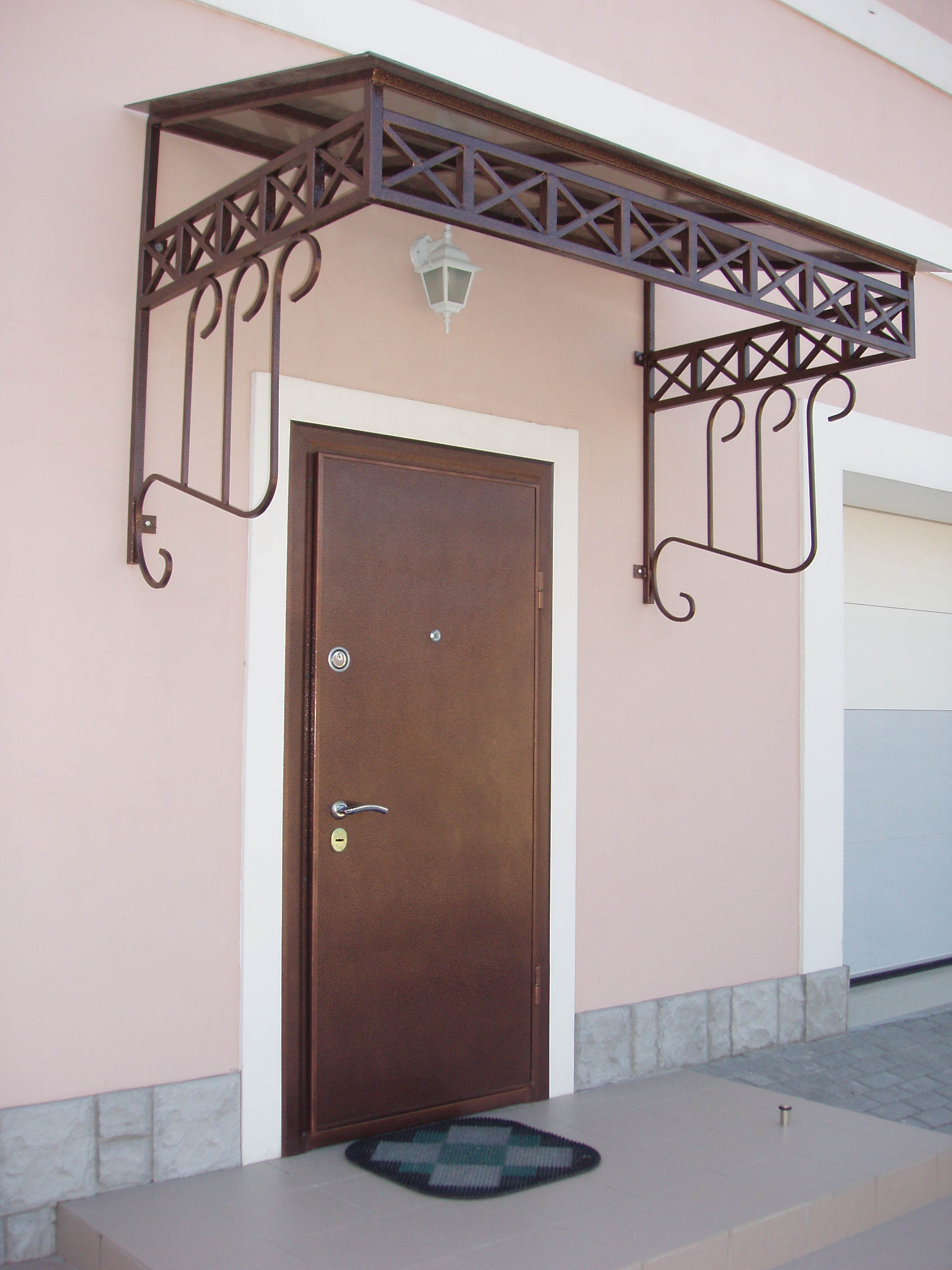
一般的な住宅の片開き扉

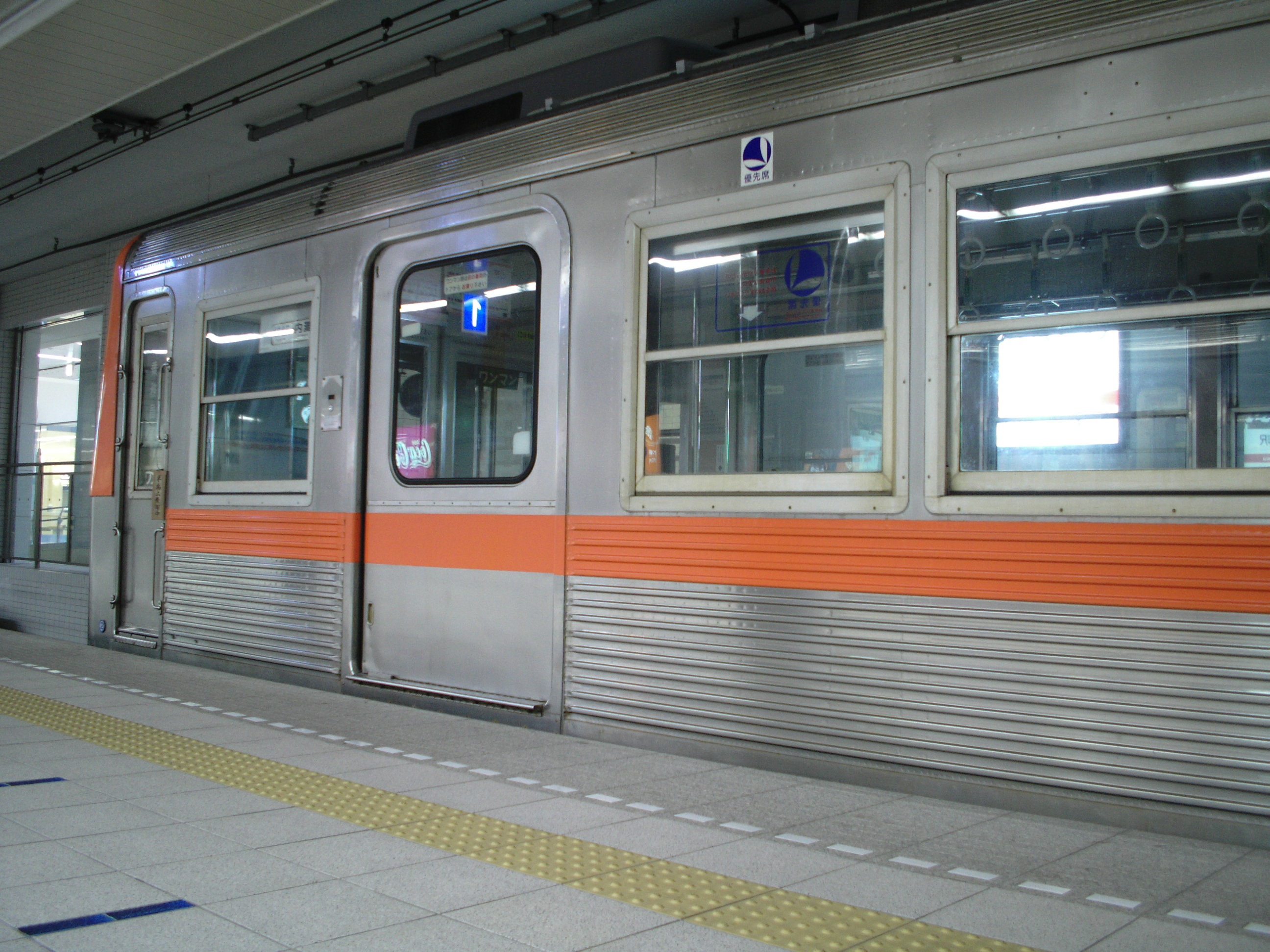
北陸鉄道8800系の片開き扉

片開き（かたびらき）は、扉の開閉の形態のひとつで、1枚の扉を左右のいずれか一方向に移動させることにより開閉するものを指す。対義語は2枚の扉をそれぞれ左右両方向に移動させて扉を開閉するものを指す両開き。片開きで開閉する扉は、片開き戸、片開き扉と呼ばれる。

## 開き戸における片開き
片開きの開き戸は、住宅の玄関や室内の出入口のように、主として小規模な建築物の出入口に用いられる。一方、大きな備品の搬入・搬出が必要であったり、多くの人が出入りするオフィスや公共建築などには、両開きの開き戸が用いられる。

## 引き戸における片開き
片引き戸とも呼ばれる。建築では、主に住宅の玄関や室内の出入口に用いられる。

### 鉄道車両の片開き扉
鉄道車両の人荷用扉に引き戸が使用される場合、古くは片開きが多かった。路面電車では車端部に扉を配置する場合、端部に戸袋となる場所を設けた2枚引き戸の片開き扉も存在した。ラッシュ時の大量・効率輸送が求められる通勤形車両や近郊形車両では、扉の開口幅の拡大と開扉に要する時間の短縮を目的として、1960年代以降、両開き扉の採用・導入と片開き扉の車両の淘汰により両開き扉への移行が進み、1990年代以降の日本では、寒冷地で営業していて保温に有利な理由で採用しているJR北海道の車両を除き、都市部で通勤形車両のものとしてはみる機会は少なくなった。一方、長距離列車用の車両（急行形車両・特急形車両・新幹線車両）においては現在でも多くの新製車両が片開きドアを採用している。

## 折り戸における片開き
建築ではユニットバスの出入口などで用いられる。バスや路面電車の出入口ドアにも古くから用いられているが、引き戸より必要な部品の数が多いために採用例は減っている。